# サミュエル・パーソンズ
サミュエル・パーソンズ、サミュエル・ボウン・パーソンズ・ジュニア
（Samuel Bowne Parsons Jr.、1844年- 1923年2月3日）は、著名なアメリカのランドスケープアーキテクト。彼は主にセントラルパークの植栽などニューヨーク市の緑化開発、サンディエゴのバルボアパークで展開した「ボザール」のデザインで記憶されている。ランドスケープアーキテクトアメリカ協会（ASLA）創設メンバーのひとり。

## 生涯
マサチューセッツ州ニューベッドフォードで1844年に生まれた。1800年ごろマンハッタンからフラッシングに移動し、メアリーボウンと結婚した父サミュエル・ボウン・パーソンズ・シニアの息子。父シニアは卓越した園芸家で、日本からモミジを輸入しシャクナゲを伝播したアメリカで第一号の人物だった。父サムエルは造園の実践的な訓練と知識を彼の父から受け、苗園のマネージャーである父のために働いて、クイーンズ地区に景観材料を提供していた。
一方息子は、エール大学に進学し1862年に卒業、哲学で学士号を得る。
が、国内は南北戦争が勃発しており、フレデリック・ロー・オルムステッドも関係していたアメリカ衛生委員会（のちの赤十字）に所属した。
退所後の1865年からは農業を勉強し実践、数年を過ごした。家族の苗園に戻ったときに、家族は歓迎と驚きをもって待っていた。苗園は、オルムステッドとカルバートヴォーという、ニューヨークで最も顕著で責任感のある2人の有名なデザイナーが手がけるセントラルパークへの材料供給事業になる。
苗園は、現代のKissenaパーク範囲内である。家族の苗園の土地の大部分を通っていたパーソンズ大通りは、このパーソンズ家にちなんで命名されている。
1879年から1884年にかけてパーソンズはカルバートヴォーの見習いとなったあと、1887年から1895年まで彼のパートナーに。ヴォーが造園家としてニューヨーク市公園課の長になったとき、彼と一緒に植栽管理の地位を引き継いだ。ヴォーとのパートナーシップの間や1895年ヴォーの死後も、パーソンズは、新しいニューヨーク市ヘッドランドスケープアーキテクトとなって1911年まで務めた。
その間多くの著名なデザイン作に、アビンドン・スクエア、クリストファー・ストリート・パークやグリニッジ・ビレッジ、セントラルパーク女性池の修復（一度にマラリアがはびこったため）、リバーサイドパークの立地にあるグラント墓地、モーニングサイドパークの完成などがある。他者とのコラボレーションではスタンフォード・ホワイトとも協働している。パーソンズとヴォーはまた、ワシントンスクエアパークとグランドアーミープラザ近くのワシントンメモリアルアーチ、ブルックリンプロスペクトパークなど協働し、任期を通じてヴォーの自然公園に対する非常に情熱的な信者だったことに気づいたが、自分自身が前に出ることには消極的だった。
ヴォーの死後、パーソンズは、バルボアパーク（その後市立公園として知られている、サンディエゴ）、アルベマールパーク（ノースカロライナ州アッシュビル）、セントニコラスパーク（ニューヨーク市）、オランダガーデンヴァンコートランドパーク（ブロンクス）、かつ、ユニオンスクエアに新しい地下鉄の駅を対応するための再設計など、設計することを続けた。ニューヨーク市は、パーソンズデザインの主な受益者であった。それらは非常に多くのバスルーム、ギリシア神殿に似せて設計されたものがいくつか含まれていた。
1899年、ランドスケープアーキテクトアメリカ協会の設立にパーソンズも参加し
た。十分に確立された実務家らと一緒に、3つの教義に基づいて、協会（ASLA）は：
1.ランドスケープ・アーキテクチャを北米で職業でとして認識し確立するために。
2.ランドスケープ・アーキテクチャを教育研究開発するために。
3.「新しい職業」の権威の声を提供するために。
とした。また1905年から1907年まで、ランドスケープアーキテクトアメリカ協会の会長を務めた。
パーソンズは、数多くの雑誌の記事、生涯を通じて造園に関する本を少なくとも6つ出版した。
一度だけ目標を達成するためにメディア宣伝に依存、それはスラム街のセントラルパークを取り除く手助けするために地元の新聞から助けを求めたもの。
彼のプロとしてのキャリアを通じて、設計されたサイトが（場所の精神を）エレガントに作付けされ、中断することなく、自然環境と父親から得ていた幅広い知識をマージする彼の能力は天才的である。初期の作品を絶対にコピーせずにすべてのデザインプロジェクトで設計特性を維持することができていた。
ランドスケープアーキテクチュア方面では現代アメリカ建国の父とされ、代表作も米国、主に、サンディエゴの中でバルボアパークとニューヨークのユニオンスクエア全体などが紹介されている。
ニューヨーク外でのパーソンズの最も注目すべきデザインであるカリフォルニア州サンディエゴ、オンパイン芝生墓地やロングアイランドバルボアパークである。

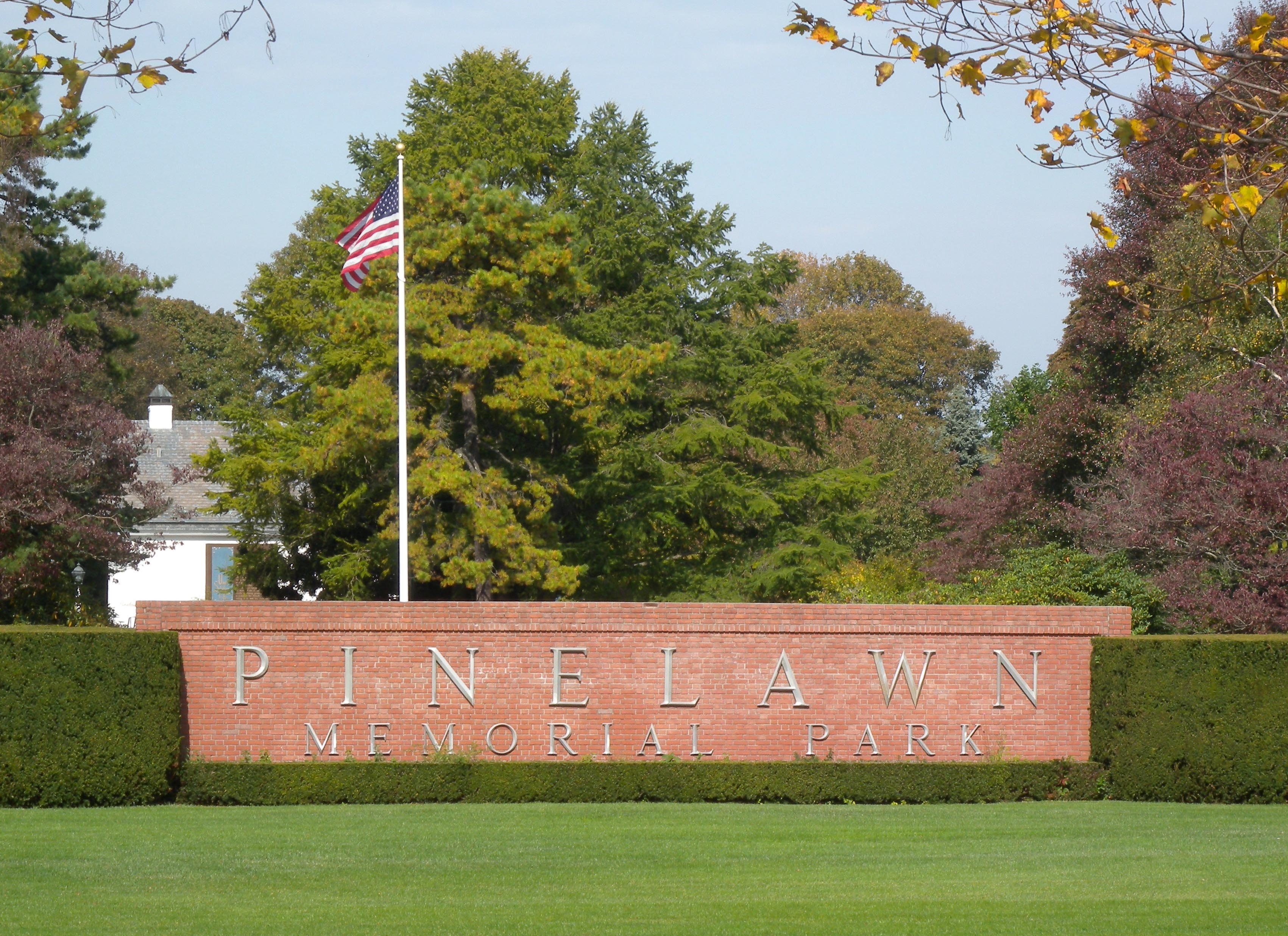
パインローン記念公園

## 注目すべきデザイン
- アビンドン・スクエア・パーク（ニューヨーク市）
- デウィット・クリントンパーク（ニューヨーク市）
- ニューヨーク・セントラルパークの女性の池
- モーニングサイドパーク（ニューヨーク市）
- ワシントンメモリアルアーチ （場所の設定、ニューヨーク・ワシントンスクエアパーク）
- ブルックリン・プロスペクトパーク・グランドアーミープラザアーチ（セットの場所）
- バルボアパーク（カリフォルニア州サンディエゴ）
- アルベマールパーク（ノースカロライナ州アッシュビル）
- セントニコラスパーク（ニューヨーク市）
- ユニオンスクエア（ニューヨーク市）

## 文学
- インターネットアーカイブ-サミュエル・パーソンズによる出版物 -オンライン